# Friedrich Overbeck

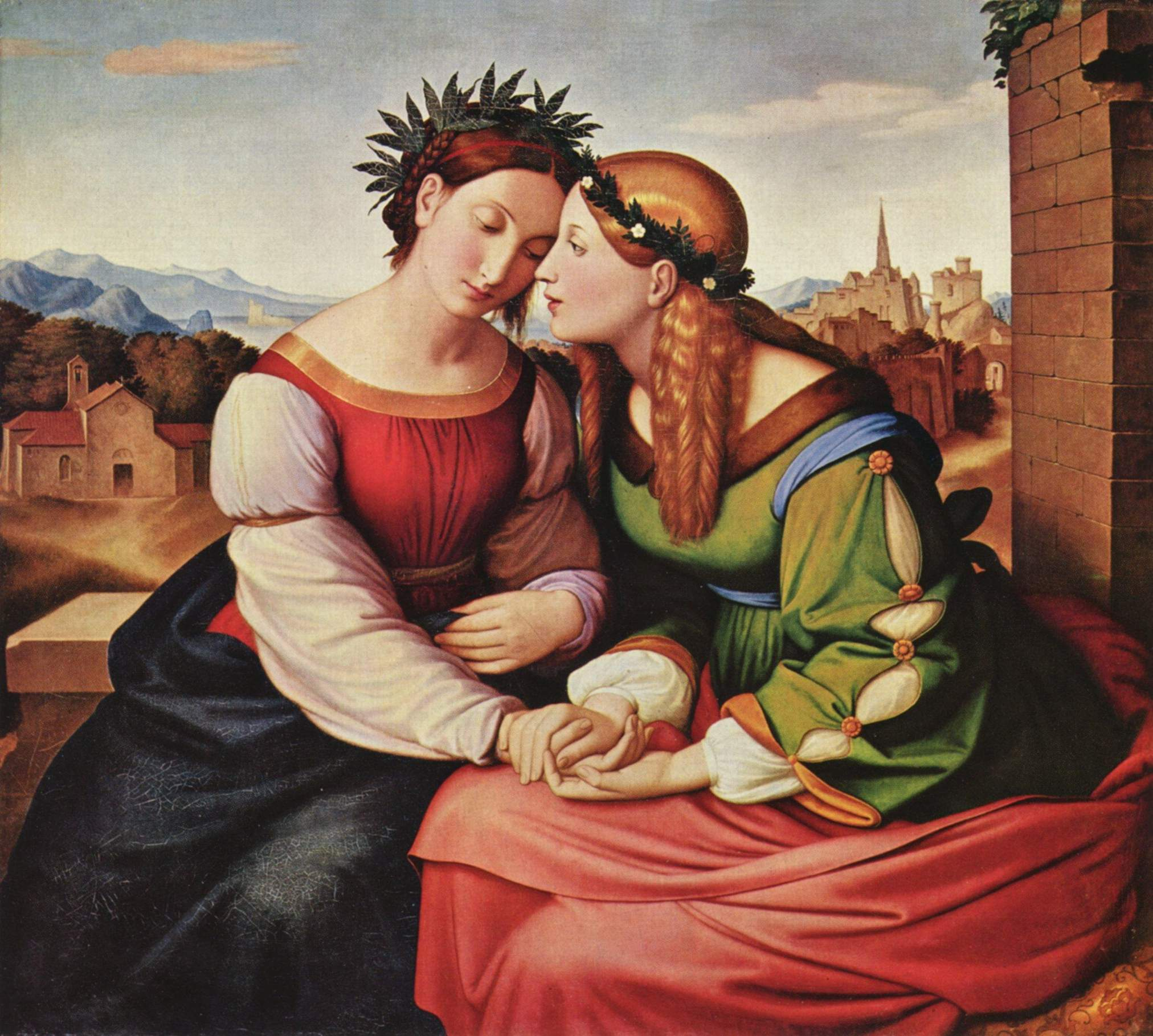
Friedrich Overbeck, Italia och Germania (1811–1828), Neue Pinakothek, München.

Johann Friedrich Overbeck, född 3 juli 1789 i Lübeck, död 12 november 1869 i Rom, var en tysk målare, tecknare och illustratör. Han var son till Christian Adolph Overbeck och farbror till Johannes Overbeck.

## Biografi
Overbeck var elev vid konstakademin i Wien, men kom alltmer under inflytande av Philipp Otto Runge och Franz Pforr. Han var en av initiativtagarna till och den sammanhållande kraften inom Lukasförbundet, de så kallade nasarenerna, och flyttade med dess medlemmar till Rom 1809. Han blev berömd efter en utställning av sina verk i Rom 1819.
I anslutning till Perugino och Rafael besjälad av äkta religiös hänförelse, utförde han här en rad fresker och målningar bland annat scener ur Josefs historia (1817, ursprungligen i Casa Bartholdy, Rom, senare på Alte Nationalgalerie, Berlin), Kristi intåg i Jerusalem (1809–24, Marienkirche, Lübeck), självporträtt med hustru och son (1820, Behnhaus, Lübeck), Rosenundret (1829, Santa Maria degli Angeli, Assisi), Religionens triumf (1840, Städelsches Kunstinstitut, Frankfurt) med flera. Under slutet av hans liv stelnade hans stil alltmer till ett manér. Han förblev dock alltid en utomordentlig tecknare.

## Utmärkelser
- Maximiliansorden för konst och vetenskap,  1853
- Bayerska Sankt Mikaels förtjänstorden
- Fellow of the American Academy of Arts and Sciences
- Pour le Mérite för vetenskap och konst
- Kommendör med kraschan av Frans Josefsorden
- Benemerenti

[Redigera Wikidata]